# أوليفر غريغوري
أوليفر غريغوري (بالإنجليزية: Oliver Gregory)‏ هو سياسي أسترالي، ولد في 28 يناير 1917، وتوفي في 16 يونيو 2001.